# Mohammed Ben Sulayem
Mohammed Ahmed bin Sulayem of Mohammed ben Sulayem (Arabisch: محمد بن سليم; 12 november 1961) is een Emirati voormalig rallycoureur.
Sinds 17 december 2021 is hij president van autofederatie Fédération Internationale de l'Automobile (FIA).
- Gemeinsame Normdatei: 1033776505
- Virtual International Authority File: 300109796